# Suck on This
Suck on This es un álbum en vivo de la banda de rock estadounidense Primus, publicado en 1989. Este álbum, junto al disco debut de la banda Jane's Addiction, son reconocidos como pioneros del metal alternativo y como fuertes influencias para el nacimiento del nu metal.

## Lista de canciones
Todas las letras escritas por Les Claypool, toda la música compuesta por Primus. 
| N.º | Título                | Duración |  |
| 1.  | «John the Fisherman»  | 3:53     |  |
| 2.  | «Groundhog's Day»     | 4:53     |  |
| 3.  | «The Heckler»         | 3:35     |  |
| 4.  | «Pressman»            | 5:01     |  |
| 5.  | «Jellikit»            | 3:59     |  |
| 6.  | «Tommy the Cat»       | 5:27     |  |
| 7.  | «Pudding Time»        | 4:20     |  |
| 8.  | «Harold of the Rocks» | 6:18     |  |
| 9.  | «Frizzle Fry»         | 5:45     |  |

## Personal
- Les Claypool – bajo, voz
- Larry "Ler" LaLonde – guitarra
- Tim "Herb" Alexander – batería